# تسوباسا آوکی
تسوباسا آوکی (انگلیسی: Tsubasa Aoki؛ زادهٔ ۱۷ نوامبر ۱۹۹۳) بازیکن فوتبال اهل ژاپن است.